# تیل‌آباد
تیل آباد، روستایی است از توابع بخش چشمه‌ساران شهرستان آزادشهر در استان گلستان ایران تمامی این روستاترک افشارهستند. نام قبلی این روستا تیلاوُر می باشد. 

## جمعیت
این روستا در دهستان چشمه‌ساران قرار دارد و براساس سرشماری مرکز آمار ایران در سال ۱۳۸۵، جمعیت آن ۱۵۰۰نفر (۱۴۲خانوار) بوده‌است.